# Caitlin Sargent-Jones
Caitlin Sargent-Jones, född 14 juni 1992, är en friidrottare från Australien. Hon deltog vid olympiska sommarspelen 2016.